# The Tempest (película de 1908)
La tempestad es una película muda británica de 1908 dirigida por el pionero del cine Percy Stow, especializado en fotografía con trucos.
La película fue realizada por Clarendon Film Company, fundada por Stow y Henry Vassal Lawley. Fue escrita por Langford Reed y fue la segunda adaptación cinematográfica de La tempestad de William Shakespeare, la primera fue cuando Charles Urban filmó la secuencia inicial de la tormenta de la versión teatral de Herbert Beerbohm Tree en el Her Majesty's Theatre en 1905 para un parpadeo de 2 1⁄2 minutos. Se puede decir que la película de Stow es la primera versión cinematográfica diseñada específicamente para cine y en sus 12 minutos de duración logra transmitir algo de la magia de la obra de Shakespeare.

## Trama

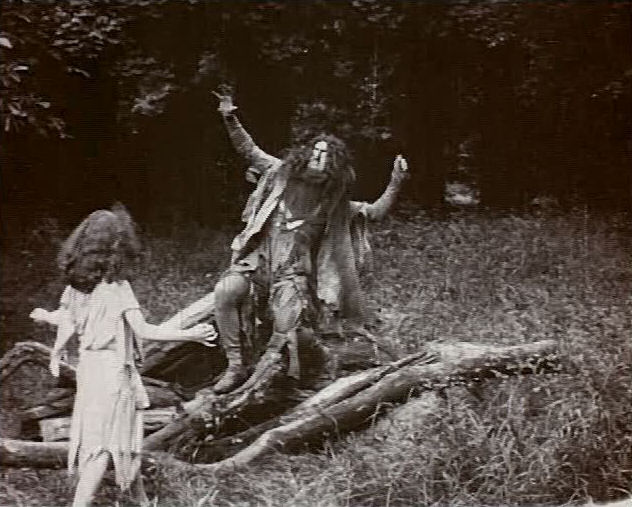
Ariel asusta a Calibán en La tempestad (1908)

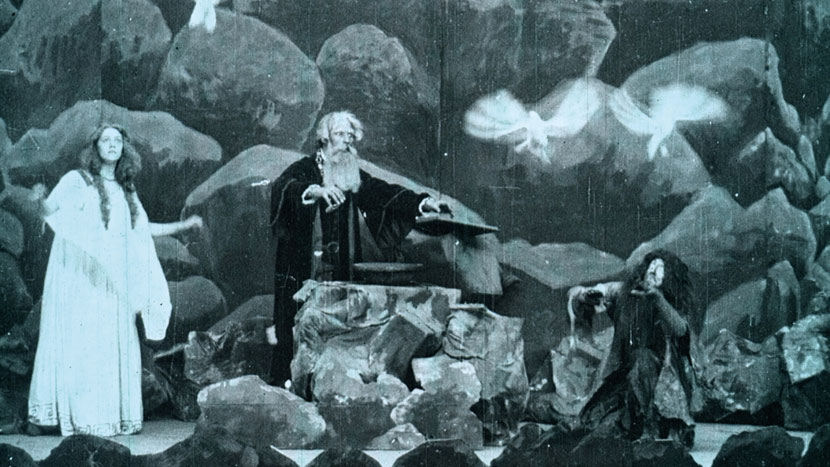
Próspero observado por Miranda y Calibán lanza su hechizo

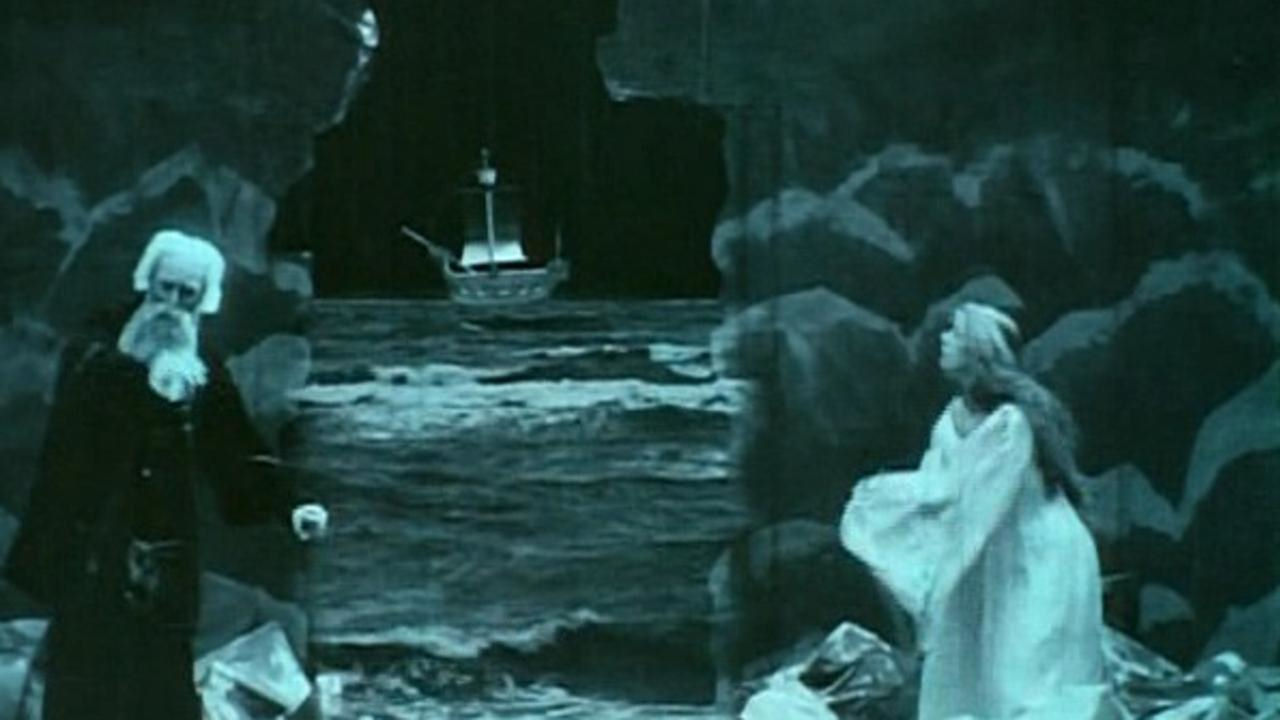
Próspero convoca una tempestad para hundir el barco del duque Antonio

Tres marineros en un barco bajan a un joven Miranda a Prospero en un pequeño bote, mientras uno le entrega un libro a Prospero. Los dos aterrizan en una isla encantada donde Próspero lleva a Miranda y el libro a través de un paisaje rocoso. Al descubrir al salvaje Calibán comiendo hierba, Próspero saca su espada y lo subyuga a punta de espada. El espíritu de hadas Ariel es descubierto atrapado en un árbol hueco y Prospero lo libera antes de saltar alrededor del árbol.
Pasan diez años y Miranda se convierte en mujer. Mientras ella está sentada, Caliban se acerca sigilosamente detrás de ella y se agarra el corazón para mostrar su devoción. Mientras Miranda rechaza sus avances, Ariel aparece y señala a Caliban antes de convertirse en un mono, y luego se vuelve hacia sí mismo y ahuyenta a Caliban. Prospero y Miranda están estudiando el misterioso libro en una cueva mientras Caliban observa. Próspero pone un líquido y un poco de polvo en un pequeño caldero, tras lo cual se produce una explosión y salen volando palomas. A través de una abertura en la cueva, Próspero y Miranda ven un barco a lo lejos. Próspero utiliza sus poderes para crear una tempestad que hace caer su mástil y se hunde, haciendo naufragar a quienes provocaron su exilio.
Fernando sobrevive al naufragio; camina desde el mar hasta la playa antes de deambular por el campo. Ariel es enviado hacia él y lo guía, mientras desaparece y reaparece. Cuando Ferdinand ve a Miranda, los dos se enamoran instantáneamente. Cuando aparece Próspero, se enoja y Fernando saca su espada, que desaparece y reaparece en la mano de Ariel, quien rápidamente desaparece nuevamente. Miranda le suplica a su padre, pero la despiden. Próspero lleva a Fernando a un montón de troncos, donde lo deja. Miranda llega y ayuda a Ferdinand a mover un tronco grande, después de lo cual Próspero reaparece y les da su bendición a los dos.
En otra parte, el náufrago Antonio y sus cortesanos yacen desplomados en el suelo sufriendo punzadas de hambre antes de que Ariel aparezca y use sus poderes para preparar un festín, que rápidamente desaparece. Con la llegada de Próspero los hombres se arrodillan ante él y le suplican perdón. Ferdinand y Miranda llegan con Ariel. Antonio se alegra de ver a su hijo, quien le presenta a Miranda. Ariel es liberado del servicio de Prospero, tras lo cual Prospero, Ferdinand, Miranda y Caliban están esperando en la playa cuando llega un barco. Antonio y sus hombres llegan y todos los presentes abordan el barco, excepto Calibán, que es empujado bruscamente.

## Producción
El British Film Institute describe La Tempestad de Stow como "Confortablemente la película británica muda de Shakespeare más visualmente imaginativa y cinematográficamente aventurera". A diferencia de la versión cinematográfica de 1899 de William Kennedy Dickson de la película de 1905 de La tempestad de King John y Charles Urban, las cuales eran simplemente películas de las producciones teatrales de Herbert Beerbohm Tree, la película de Stow era una versión condensada de toda la obra ambientada específicamente. para la cámara y cuenta la historia de fondo (las primeras cuatro escenas de la película se desarrollan antes de que comience la obra) de cómo Próspero llegó a la isla, su primer encuentro con Calibán y el descubrimiento de Ariel. Personajes como el duque Antonio sólo aparecen esbozados, mientras que otros como Stephano y Trinculo no aparecen en absoluto y Percy Stow puede haber supuesto que su audiencia estaría lo suficientemente familiarizada con la historia como para no requerir detalles adicionales. La tempestad se filmó en el estudio y en locaciones.
Con una duración de 12 minutos, se utilizan intertítulos para vincular las escenas cortas, pero no utilizan la propia prosa de Shakespeare. En el estudio se filmaron varias escenas elaboradas que aprovecharon la experiencia de Percy Stow en la fotografía con trucos, incluida la escena en la que Prospero invoca la tempestad, que el BFI describe como una reminiscencia del trabajo del pionero del cine francés Georges Méliès. La escena en la que Ariel desaparece y reaparece mientras es perseguida por Ferdinand se logró simplemente usando un jump cut: deteniendo la filmación y la actriz entrando y saliendo del plano. La escena es cómica y enfatiza la naturaleza lúdica de Ariel, pero también es un efecto que no se puede replicar en el escenario, lo que da a la película una ventaja sobre el teatro en lo que Judith Buchanan llamó una "ambigüedad de estilos".
La película está incluida en la compilación en DVD Silent Shakespeare del British Film Institute (BFI), con un comentario opcional de Judith Buchanan.
El elenco actualmente se desconoce.